# Cobbia scutata
Cobbia scutata är en rundmaskart som beskrevs av Christian Wieser 1956. Cobbia scutata ingår i släktet Cobbia och familjen Monhysteridae. Inga underarter finns listade i Catalogue of Life.